# Патмагрян, Арташес
Арташес Патмагрян (Ардашир-Хан; 1863, Тебриз, Иран — 1928, Париж, Франция) — один из основателей иранского кинопроката, который, как пишет Ираника, «привез в Персию кинематограф, фонограф и велосипед» и ввёл регулярные показы фильмов в Иране. 

## Биография
Арташес Патмагрян родился в 1863 году в Тебризе в армянской семье. Занимался торговлей текстилем и путешествовал по соседним странам. Однажды, быв во Франции в 1900 году, Патмагрян увидел проецированные на экран движущиеся изображения. В качестве сувениров, по возвращении, он привез с собой велосипед, граммофон и кинопроектор. В 1912 году он открыл киносалон на улице Ала-ад-Давла (ныне переименованной в улицу Фирдоуси) и назвал его «Таджадод Синема». В следующем году его салон был закрыт по неизвестным причинам, а в 1915 году он открыл новый — «Современное кино», который также закрылся. Патмагрян был настолько настойчив, что в 1917 году открыл третий кинотеатр — «Хоршид Синема». 